# Prohlubeň Calypso

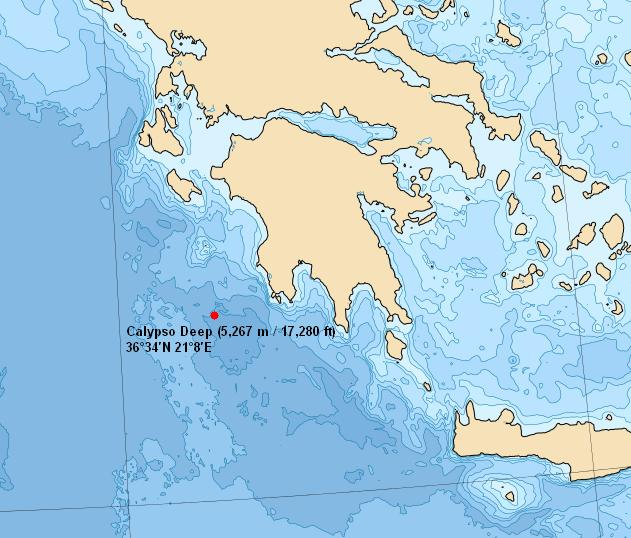
Mapa

Prohlubeň Calypso je část Jónského moře ležící 58 km západně od řeckého města Methoni nedaleko souostroví Inoussy. Dno se zde nachází 5109 metrů pod hladinou a jde o nejhlubší místo celého Středozemního moře. Prohlubeň byla pojmenována podle mytologické nymfy Kalypsó.
Calypso je součástí Helénského příkopu, kde se stýká Africká deska s Eurasijskou deskou a nastává subdukce. V období messinské salinitní krize byla tato oblast jezerem obklopeným pouští, z té doby se zde zachovala vysoká koncentrace soli. Biodiverzita je proto v prohlubni nízká a jediným objeveným druhem ryby je hlavoun středomořský. 
Poprvé zde lidé sestoupili na mořské dno 27. září 1965 s francouzským batyskafem Archimède. Další průzkum provedli v roce 2020 Victor Vescovo a Albert II. Monacký s ponorkou DSV Limiting Factor, kteří jako první přesně změřili hloubku prohlubně. Probíhají zde také pokusy s neutrinovým detektorem, nazvaným NESTOR Project. 